# Håvard Nordtveit
Håvard Nordtveit est un footballeur international norvégien, né le 21 juin 1990 à Vats. Il joue défenseur central.

## Biographie
Håvard Nordtveit est considéré par beaucoup d'observateurs comme un très grand espoir du football mondial. Kevin Nicol, son ancien coéquipier et capitaine au FK Haugesund a dit de lui qu'il était le meilleur défenseur central du monde de son âge[citation nécessaire]. Il a fait ses débuts en Norvège à seulement 16 ans. Il tape alors dans l'œil de beaucoup d'observateurs de toute l'Europe. Des dizaines de recruteurs viennent l'observer à chaque match[réf. nécessaire]. Arsenal, Manchester United, Liverpool, Bordeaux le veulent. 
Fin 2006, il fait un essai de 10 jours à Manchester United ; l'essai est concluant mais le club ne propose que 100 000 € au FK Haugesund, qui attendait beaucoup mieux. C'est finalement le club d'Arsenal qui ramène le prodige en Angleterre après quelques semaines de surenchère ; Arsène Wenger se serait lui-même déplacé pour convaincre Havard le 11 juin 2007. Le 3 juillet 2007, le capitaine de la sélection des moins de 19 ans de la Norvège signe pour le club londonien, pour 3 millions d'euros et pour 4 ans, une très belle somme pour un joueur de son âge.
Impressionnant de maturité durant la préparation avec les Gunners, Havard Nordtveit fait ses débuts amicaux avec Arsenal le 14 juillet 2007 face au Barnet FC.
Il est désigné capitaine de la réserve après le départ de l'ancien capitaine Jay Simpson, prêté au Millwall Football Club. 
Il est prêté à l'aube de la saison 2008-2009 au UD Salamanque club filial d'Arsenal FC. Après 3 bouts de match, Arsenal FC le rappelle de prêt et le met à disposition de sa réserve.
Le 10 mars 2009, il s'engage au Lillestrom SK, jusqu'au 1er août dans le cadre d'un prêt. Il dispute l'intégralité de la fin de saison en tant que titulaire, principalement en arrière latéral droit.
En 2009-2010, il rejoint l'équipe de 1re division allemande, 1.FC Nuremberg pour un prêt d'un an sans option d'achat.